# 大島義脩

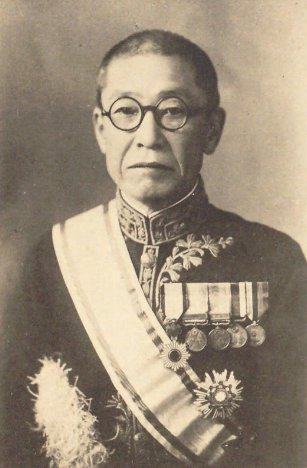
大島義脩

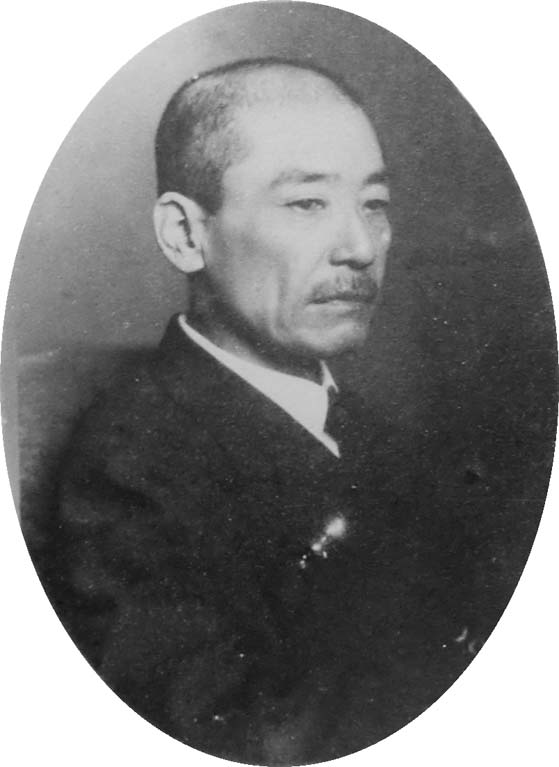
大島義脩

大島 義脩（おおしま よしなが、明治4年8月1日（1871年9月15日） - 昭和10年（1935年）7月1日）は日本の教育者。旧姓蘆田。宮中顧問官。

## 来歴
明治4年（1871年）8月、丹波国氷上郡佐治村（現兵庫県丹波市）に豪農蘆田家の四男として生まれた。
8歳で母の実家である大島家に養子に入り、司法官であった叔父、大島貞敏に養育された。
第三高等中学校を経て、明治27年（1894年）帝国大学文科大学哲学科を卒業。
四高教授、東京音楽学校長、八高校長、女子学習院長、帝室博物館総長などを歴任。

## 栄典
位階
- 1916年（大正5年）7月31日 - 従四位[3]
- 1921年（大正10年）8月10日 - 正四位[4]

勲章
- 1934年（昭和9年）2月7日 - 勲一等瑞宝章[5]

## 家族・親族
- 本人・大島義脩
- 妻・綠（大島弘義姉[1]）
  - 長男・文義[1]）
  - 同妻・須賀子（男爵細川一之助姪[1]）
  - 二男・知義[1]
  - 同妻・ゆき子（医学博士岡本梁松二女[1]）